# Joachim Feiss
Joachim Feiss, född 1831 i Sankt Gallen, död 1895 i Bern, var en schweizisk militär och författare.
Feiss blev 1855 sekreterare vid militärdepartementet i Sankt Gallen och 1859 byråchef vid Edsförbundets militärdepartement, vilket han fortsatte tillhöra även sedan han 1874 blivit vapenchef för infanteriet. 1872–1874 var han dock chef för tullverket.  Han inträdde i militärtjänst vid infanteriet 1854, och blev överste (högsta befintliga graden i fredstid) 1868, brigadchef 1873, divisionschef 1885 och chef för 2:a armékåren 1891.
Feiss bidrog till den schweiziska arméns organisatoriska utveckling, särskilt vid dess ombildning 1874, och till dess truppers utbildning. Av hans litterära arbeten kan nämnas Das Wehrwesen der Schweiz (1874).